# 松野明美
松野 明美（まつの あけみ、本名：前田明美、1968年〈昭和43年〉4月27日 - ）は、日本の政治家、タレント、元陸上競技長距離走・マラソン選手。
1988年・ソウルオリンピック女子10000m日本代表。その後女子マラソンでもオリンピックを目指したが、マラソンの種目で五輪代表に選出されることは一度も無かった。
選手引退後はタレント活動を経て政界入りし、熊本市議会議員（2期）、熊本県議会議員（2期）を経て、第26回参議院議員通常選挙に日本維新の会比例代表候補として出馬し当選した。

## 略歴
- 1968年 - 誕生
- 1984年 - 植木町立鹿南中学校（現在の熊本市立鹿南中学校）卒業
- 1987年 - 熊本県立鹿本高等学校卒業
- 1987年 - ニコニコドー入社、同女子陸上部入部
- 1988年 - ソウルオリンピック 女子10000m出場
- 1990年 - 北京アジア大会 女子10000m 3位・銅メダル獲得
- 1991年 - 世界陸上選手権東京大会 女子10000m出場
- 1993年 - 世界陸上選手権シュトゥットガルト大会 女子マラソン出場
- 1995年 - 現役引退
- 1999年 - ニコニコドー退社後独立
- 2001年 - 結婚
- 2010年 - 熊本市議会議員選挙に立候補し初当選
- 2011年 - 熊本市議会議員選挙に立候補し再選
- 2015年 - 熊本県議会議員選挙に立候補し初当選[2]
- 2019年 - 熊本県議会議員選挙に立候補し再選
- 2022年 - 第26回参議院議員通常選挙に立候補し初当選

## ランナーとして

### 誕生 - 日本女子長距離界を支えた1968年組
1968年、スイカ・メロンの全国一の産地である熊本県鹿本郡植木町（現：熊本市北区）の農家に生まれる。小学生の頃は無口でいじめられっ子だったが、小学校5年生の時に市内のマラソン大会で優勝。その時の母ユイ子の笑顔を見て嬉しく思い、陸上に目覚め、それとともに性格も明るくなる。以来、母のバイク伴走でマラソンの自主練習に励んだ。中学校ではバスケットボール部に所属していたが、高校から陸上部に所属。しかし、高校時代は全国的には無名で、当初は看護婦（現:看護師）を目指していた。
同じ1968年生まれの日本女子ランナーでは、1992年バルセロナオリンピック10000m・1996年アトランタオリンピックマラソン代表の真木和（のち姓・山岡、2018年10月に49歳没）、バルセロナ・アトランタ五輪両10000m代表で1997年世界陸上アテネ大会女子マラソン金メダリストの鈴木博美（現姓・伊東）、アトランタ五輪5000m・2000年シドニーオリンピック・2004年アテネオリンピック両10000m代表と、日本女子の陸上長距離界では唯一の五輪3大会連続出場者だった弘山晴美（旧姓・鈴木）、と錚々たる名前が並ぶ。この68年組の彼女ら（時に「四天王」とも呼ばれる）が横浜国際女子駅伝・国際千葉駅伝に代表される草創期の国際女子駅伝の全日本チームを支え、国内の女子駅伝を盛り上げ、そして日本女子長距離界を引っ張ってきた。しかしその一方で、この68年生まれの4人のうち女子マラソンでオリンピックに出場できたのは真木一人のみで、しかも真木は4人の中でマラソン最高記録ならびに選考レースでの記録が最も遅く、奇しくもあとの三人は同じように記録上は代表選手より早いにもかかわらず五輪に出場できていないという、女子マラソン五輪代表選考騒動 （後述）に巻き込まれることになる。

### 高校から実業団へ - 岡田監督との出会い
高校時代の松野は、全国区では無名とはいえ、九州地区では体の小さいランナーとして有名だった。ダントツでインターハイ九州地区大会を制覇しながらも、あまりにも体が軽すぎて（現役当時、身長147cm、体重35kg、足のサイズ21cm）、強風で飛ばされ足をラインの中に入れてしまい失格したほどである。それを見ていた岡田正裕（後に亜細亜大学監督として箱根駅伝で総合優勝）が、倒れながらも前に進もうとする松野の姿に感動し、勧誘したという話は有名。しかし松野の両親は猛反対。そこで岡田は何度も松野の家に通い、「オリンピックに行けるから」と言って説得したという（後に岡田も認めるように、当時としては当然ながら勧誘のためのリップサービスであった）。
高校卒業後、熊本の大手スーパーマーケットであるニコニコドーに入社。スーパーの時計売り場で働く。同時に、同社の取引先の営業マンだった岡田が「駅伝は金がかからないから」と同社社長を説得してその年に創設した実業団チームである同女子陸上部に所属。岡田監督の指導の下、月間1000キロ以上走り込み、国体優勝などの実績を積んでいく。のちには、拒食症・過食症を繰り返し、岡田自身が「休めるときは休め」と声をかけざるをえないほど、松野は練習の鬼となる。

### 駅伝女王 - 女子長距離界のエースへ
松野の実質上の全国デビューはなんといっても女子駅伝である。全日本実業団対抗女子駅伝や全日本都道府県対抗女子駅伝などでは、小さな体で自分より大きなランナーを次々とごぼう抜きしていく姿が、（当時は女子マラソンや女子駅伝が始まったばかりで、駅伝中継に乗り出したTV局としても視聴率のとれるスターを求めていたということもあり）各メディアで鮮烈に取り上げられた。特に、ルーキーイヤーである1987年全日本実業団対抗女子駅伝では、初出場の熊本のニコニコドーという会社の名前やショッキングピンクのユニフォームも衝撃だったが、圧巻は最長の4区10キロで当時女子マラソンの第一人者だった増田明美（日本電気）を含む松野の12人抜き。非公認ながら10キロロードの日本最高記録32分17秒をマーク、松野は一躍全国の注目を集めた。まさしくそれは日本女子長距離界のエースが増田から松野へ代わった瞬間でもあった（これ以後、松野は増田明美とよく名前を間違えられた）。
1988年ソウルオリンピックでは、女子長距離トラック唯一の代表である10000m代表に選ばれた。本番でも積極果敢な走りを見せ、日本記録を出したものの次点で予選落ち。このとき、松野は増田の持っていた日本記録を6年ぶりに更新している。
女子駅伝の松野というとごぼう抜きのイメージが強いが、1988年第7回全国都道府県女子駅伝での荒木久美（鹿児島県チーム、ソウル五輪マラソン代表）との総合2位をめぐるアンカー対決（最後荒木にかわされ熊本チームは3位）など、印象に残る接戦も演じている。中でも1990年の全国実業団女子対抗駅伝では、新人五十嵐美紀（リクルート、バルセロナ五輪10000m代表）と最長区間4区で壮絶な総合2位争いを繰り広げた。松野は新人の五十嵐を軽くかわそうとしたが、五十嵐もかわされまいと前に出る。それに触発された駅伝女王・松野もまた前に出る…といった意地の張り合いはすばらしい接戦を生んだ。これは今日でも語り継がれる女子駅伝名場面である。チームとしてはニコニコドーは最終5区でリクルートに破れ総合3位にとどまるも、4区は松野が区間新記録で区間賞をとり、面目躍如。女王のまま、女子駅伝を去ることとなる。なお、同年九州実業団駅伝では10キロの非公認ロード記録・30分59秒をマークした。

### 初マラソン -  大阪国際女子マラソンで2位
1991年世界陸上東京大会では、10000mに出場した松野は故障上がりということもあり予選12位に終わり、決勝進出は成らなかった。予選レース後の記者会見では泣きながら「この小さな身体でよく頑張った自分を褒めてやりたい」とコメント、今後は長距離トラック競技からフルマラソン種目に転向する事を表明する。
松野自身初マラソン挑戦となった1992年1月、バルセロナオリンピック・女子マラソンの代表選考レースを兼ねた大阪国際女子マラソンでは、スタート直後から積極的に日本人首位争いの集団に加わっていた。だが、大阪城公園内に入った26Km地点を過ぎた辺りで、先頭を走る小鴨由水と浅利純子（共にダイハツ工業所属）らのハイペースについていかず、カトリン・ドーレ（ ドイツ）と朝比奈三代子（旭化成）の第2集団に待機する。33Km過ぎ、松野はその第2集団から自ら抜け出してロングスパートを開始。残り5Km付近（約37.2Km地点）でペースダウンした浅利らを抜き去り、独り首位をひた走る小鴨を必死に追い掛けるも、その差が全く縮まらないままゴール地点の長居陸上競技場へ。松野と同じくこの大阪国際が初マラソンだった小鴨が、2時間26分26秒でレース当時の日本女子最高記録と及び初マラソン世界最高記録をマークして初優勝を果たし、それから36秒後に松野も日本最高記録（当時は有森裕子の2時間28分01秒）を59秒上回る、2時間27分02秒の好記録で2位に入る。この結果を受け、前1991年8月開催の世界陸上東京大会・女子マラソンにおいて2時間29分57秒で日本女子トップの2位入賞・銀メダル獲得により、既に日本代表に内定していた山下佐知子と、大阪国際女子マラソン優勝者・小鴨の二人と共に、松野も女子マラソンの種目で「バルセロナ五輪代表入りはほぼ確実」とも言われていた。

### バルセロナ五輪女子マラソン代表選考騒動 - 松野か有森か
ところが、日本陸連関係者の間では国内選考レースで記録が良かった松野より、昨年8月に酷暑の中世界陸上東京大会女子マラソンで2時間31分08秒で4位入賞の実績を残した、有森裕子（リクルート）を推す声が高いという噂が出たことも有ったのか、ある日の新聞で『（バルセロナ五輪女子マラソン日本代表の）3人目は有森か松野か』と大きく記事にした紙面を見た松野は愕然とし、「有森さんはマラソンで世界陸上しか走ってないし、国内選考会を一度も出ていないのに？何で私と有森さんとが比較されてしまうの??」と、内心怒りがこみ上げたという。
その五輪女子マラソン代表選手発表の2日前、急遽松野は地元の熊本市内で、自ら異例の記者会見まで開くこととなる。松野は岡田監督らの同席の下、会見の席で駆け付けた新聞記者達やマスコミ陣、そして日本陸連に対して迄「私、ホント（オリンピック）に出たら、メダル…獲れるとは、本当に確実に思っていますので、その為にも今精一杯頑張ってますので、どうぞ…選んで下さい（笑）」「やっぱり、強い人は強いと思いますので、強い人を選んで欲しいです。（私は）負けませんから！」などと終始笑顔でアピールし続けていた。
一方、有森は国内選考レースには出なかった（当初有森も大阪国際女子マラソンにエントリー、松野との直接対決が注目されたが左足のケガで欠場）ものの、10km等のロードレースを出走し優勝するなど、故障の不安が無いことを強調している。バルセロナ五輪女子マラソン選考決定の当日まで、松野と有森のどちらに当落となるのか、全く分からない混迷状態となっていた。
1992年3月28日、結局バルセロナ五輪の女子マラソン代表へ正式に選ばれたのは山下・小鴨と、そして最後の3人目は有森裕子だった。松野の名前はそこに無く、無念の落選となってしまったのである。しかも日本陸連は松野に対し「前回のソウル五輪同様、女子10000mで選出される可能性がある」との理由で、補欠代表にも選ばなかった（補欠は谷川真理）。この騒動の根本的な原因は、五輪代表選考にとって91年世界陸上4位の有森がどういう位置づけなのか、つまり「世界陸上のマラソン競技が選考レースなのかどうか」「世界選手権4位入賞は代表内定なのか」「代表内定と決定はどう違うのか」などを当時の日本陸連は明言していなかったことにある。
松野は余りのショックに泣き崩れて混乱状態となり、落選時の記者会見には出席出来ず、ニコニコドーの小山部長と岡田監督の二人のみが会見に出席。その席で岡田監督も「何故落選となったのかが全く理解出来ない。松野が余りにも可哀想で、凄く残念でならない」「今さら10000mで松野を五輪に出場させるつもりは無い」と悔し涙を見せた。
このような基準の不明瞭な選考により、「裏では金が動いていたのではないか」「陸連の内部対立があったのでは」「あの記者会見は逆にマイナスに作用したのかも」など根拠のない様々な憶測や噂がテレビや週刊誌をにぎわすこととなる。またその後、1992年8月のバルセロナ五輪女子マラソン本番で、有森が日本女子陸上選手として64年ぶりの2位入賞・銀メダルを獲得したことにより、選考結果に対して肯定的な風潮となり、松野は苦しむこととなる。さらに松野はその後、当時有森の方が自身よりもマラソン自己記録は遅いのに、自分が五輪に落選して有森が選出された事に一切納得出来ず、それから松野は心中有森をずっと妬み憎しむようになったという。

### 五輪代表落選 - その後
日本陸上・長距離界の女王から一転悲劇のヒロインとなった松野は結局失意の中、マラソンで次の1996年アトランタオリンピック女子マラソン代表を目指すこととなる。しかし、1992年8月の北海道マラソン・女子の部では20Km過ぎで優勝争いから脱落、30度近い気温と強い風が終盤松野を苦しめ、結局2時間38分台の4位（同レースではオルガ・アペル（ アメリカ合衆国）が優勝、2位に浅利純子。特別ゲスト解説は有森裕子が担当）と低迷した。
翌1993年1月の大阪国際女子マラソンに出走予定だったが故障により欠場、同年3月の名古屋国際女子マラソンで松野は進退をかけてレースに臨んだ。その名古屋ではレース終盤まで優勝争いを演じ、優勝したカミラ・グラダス（ ポーランド）にあと一歩及ばなかったが、日本人トップの2位の好成績をあげる。その後同年大阪国際で優勝した浅利純子、2位の安部友恵とともに、1993年世界陸上シュトゥットガルト大会女子マラソン代表入りの切符を手にする。しかし、オリンピック代表選考騒動後の松野にとって、肉体的にも精神的にもピークを維持し続けることはもはや不可能であった。
浅利純子が2時間30分03秒の金メダル、安部友恵が2時間31分01秒の銅メダルに沸く世界陸上シュトゥットガルトの競技場に、松野がようやくゴールしたのは優勝の浅利から遅れること8分。8位入賞にも及ばない11位の成績に終わった松野は、競技場内で待っていた浅利と安部に、精根尽きた状態で倒れ込んでしまった。全日本実業団対抗女子駅伝での鮮烈な全国デビューから6年、増田からエースの座を華々しく奪った松野が、ひっそりと表舞台から降りた瞬間である。そして日本女子長距離界はマラソンでは有森・浅利・安部らを始め、トラックでは志水見千子・千葉真子・川上優子等、同じ1968年生まれの真木和・鈴木博美・弘山晴美、そして高橋尚子・野口みずきへと続く群雄割拠の時代＝日本女子マラソン黄金期を迎えた。
現役引退後、松野は週刊誌媒体で日本陸連を告発するような以下の発言をしている。
- 「私はあの時、何も無理やりお願いするつもりで『私を選んでください』って記者会見を開いたんじゃないんです。あの時は絶対オリンピックの女子マラソン代表に選ばれると思って『頑張って金メダルを取ります』っていう挨拶だったんです」
- 「代表発表の日も期待感一杯で、まさか落ちるなんて考えもしなかった。ニコニコドーの合宿所で岡田監督に呼ばれた時、朗報だと思って飛んでいったんです。そしたら『落選』って聞かされて、頭の中がもう真っ白！その直後の事はよく覚えていませんが、それからマラソンをずっと恨み続ける毎日でした。なんでこんな裏切られ方をするのかって」
- 「別に有森裕子さんをけ落として出たいっていうんじゃなくて、私はマラソンで五輪に出たかっただけなんです。有森さんを恨んではいませんが、でも私よりタイムが悪かった有森さんが何故選ばれたんでしょうか？今でもよく分からないです、はい」

松野と有森はバルセロナ五輪の当時以来長らく会う機会がなかったが、2011年にTBSで放映されたドキュメンタリー「ライバル伝説・光と影」において、約20年ぶりとなる顔合わせが実現した。この番組は好評を博し、映像を追加する形で2012年6月に映画として公開された。TBS番組放送直後に松野が「お話できて本当に良かった。つらかったのは私だけじゃなかったと知り、心の中に残っていたものがスッとなくなりました。でも今でも『私なら金（メダル）を獲れた』と思っています。いつか一緒に走りましょう」という電報を有森に送ったことが、映画初日の舞台挨拶に出席した有森から紹介された。金を獲れたのくだりに有森・舞台客らも思わず苦笑していた。

### 引退 - 指導者・タレントの道へ
1995年12月28日、足の故障が完治しない事を理由に、翌1996年のアトランタ五輪女子マラソンへの国内選考会出場を断念、現役引退を表明する。引退の直接のきっかけは、いじめられっこだった松野が、陸上を始めるきっかけを与えてくれた母ユイ子の「もういいんじゃないかい」という言葉だったという。引退記者会見で「今一番やりたいことは？」と聞かれた後、松野は「できることならもう一度走りたい」と涙を浮かべていた。引退後は、ニコニコドー人事部係長を務める。同時に、1996年から2000年まで熊本県民テレビでスポーツキャスターも務めた。
1999年、ニコニコドー陸上部休部とともに退社し、独立して「松野明美ヒューマンライフ」という事務所を設立。現在は講演やタレント活動などを行っている。また、岡田元ニコニコドー監督が亜細亜大学陸上部監督になった縁で、1999年から2001年まで亜細亜大学陸上部女子のコーチにも就任。後進の指導にも努めている。
2008年2月、第2回東京マラソンで久々にフルマラソンに出走、お笑い芸人の竹山隆範（カンニング）と一緒に、制限時間約10分前の6時間49分09秒でゴールした。

### 主な記録
トラック・駅伝
- 1987年10月 海邦国体（沖縄国体） 5000m優勝 16分35秒64
- 1987年12月 第7回全日本実業団対抗女子駅伝（非公認10キロロード日本最高記録32分17秒をマーク）（ニコニコドーは7位）
- 1988年1月 第6回全国都道府県女子駅伝 9区区間賞（熊本チームは4位）
- 1988年5月 兵庫リレーカーニバル 10000m優勝 32分57秒89
- 1988年6月 日本陸上競技選手権大会優勝 10000m優勝 32分53秒75
- 1988年6月 ソウルオリンピック 10000予選9着 日本新記録 32分19秒57
- 1988年12月 第1回国際千葉駅伝 6区区間2位（日本チームは4位）
- 1989年4月 熊本県選手権 10000m日本新記録 31分54秒0（日本女子初めての31分台）
- 1989年12月 バルセロナ国際女子駅伝 2区区間賞 （日本チームは2位）
- 1990年1月 第8回全国都道府県女子駅伝 9区区間賞（熊本チームは2位）
- 1990年2月 第8回横浜国際女子駅伝（日本チーム初優勝）
- 1990年6月 日本陸上競技選手権大会 10000m2度目の優勝 32分18秒71
- 1990年9月 北京アジア大会10000m銅メダル 31分56秒93
- 1990年10月 九州実業団駅伝（非公認10キロロード日本最高記録30分59秒をマーク）
- 1990年12月 第3回国際千葉駅伝 1区区間賞（区間新記録）（日本チームは2位）
- 1990年12月 第10回全日本実業団対抗女子駅伝 4区区間新記録（ニコニコドーは3位）
- 1991年8月 世界陸上（東京大会）10000m予選12着 32分31秒18

マラソン
- 1992年1月 大阪国際女子マラソン 2位（1位は小鴨由水）2時間27分02秒（小鴨と共に当時日本最高記録）
- 1992年8月 北海道マラソン 4位（1位はO.アペル）2時間38分24秒
- 1993年3月 名古屋国際女子マラソン 2位 （1位はK.グラドゥス）2時間27分53秒
- 1993年8月 世界陸上（シュトゥットガルト大会）マラソン 11位（1位は浅利純子、3位は安部友恵）2時間38分04秒

- 日本陸上競技選手権大会の記録一覧

## タレントとして
引退直後から講演や陸上教室、女子駅伝の解説などを行う一方で、スポーツキャスターやコメンテーター、リポーターを務めるなどタレントとしての非凡な才能を開花させマルチな活躍をしている。退社独立後の近年は、マシンガントークを連発するなどの、おしゃべり好きであること（小学生時のあだ名はスピーカー、自称7時間はしゃべり続けられる）から、バラエティ番組にゲストとして頻繁に出演している（その中でも1999年以降は、特にめちゃイケの出演が多い）。陸上の解説者として出演する場合は、ゆっくりとした口調で冷静に状況を分析するなど、バラエティ番組で見られる
マシンガントークは行わない。
ランナーとしての全国デビューが1987年12月の全日本実業団女子駅伝の12人抜きとするならば、タレントとしての全国デビューは2000年2月29日OAの「第19回ものまねバトル大賞」（日本テレビ）における小泉今日子「なんてったってアイドル」のものまねである。フリフリのスカートに満面の笑み、激しいアクションで歌い、歌のラストはグリコポーズ でテープを切る松野（自称マラソン界のゴクミ）の姿は、全国の視聴者に強烈なインパクトを与えた。それまでの元スポーツ選手のバラエティタレントといえば、定岡正二や池谷幸雄などのように、本職のお笑い芸人にいじってもらって引き立つ芸風が主流であった（その先駆者としてはガッツ石松がいる）。この松野のものまねの様子はナンシー関もコラム（後述）で触れている。2010年2月15日放送の徹子の部屋に出演した際トークの主導権を握り黒柳徹子をも聞き役に回すほどの勢いを見せた。
今日ではかつて存在した「スポーツ選手＝尊敬される人であるべき」という規範意識がかなり薄れ、また主要メディアが陸上競技をショーアップして取り上げる機会も増えた（その典型が織田裕二・中井美穂両キャスターによるTBS世界陸上中継）ため、福士加代子（インタビューにて100分の3秒を「乳首3つ分」とコメント）のように現役にしてウケをねらう選手も現れている。
その特異なキャラクターから、その後は逆に松野自身が内村光良（出身が同じ熊本県）、コロンブス、加藤めぐみなどにものまねされている。

### 結婚・子育て
2001年結婚。夫は鹿本高校の先輩（高校時代は接点なし）。挙式は9月10日ハワイで行ったが、折りしもアメリカ同時多発テロ事件の前日であり結局、帰りの飛行機で足止めを食って、すぐには日本に帰れなかった。
結婚後、夫が松野のマネージャーを務めている。松野のかかあ天下ぶりと夫の温和で心優しい性格とのギャップからトーク番組への夫婦そろっての出演も多い。
2002年、関西テレビの特別番組「女ばかりの人生立て直しスペシャル」収録中に、妊娠検査薬を使ったところ妊娠が発覚した。この件については、当時、ナンシー関が収録時の松野の発言「いいですかねえ、ここで（妊娠検査薬）やっても」をそのままタイトルにしたコラムを書いている（ナンシー関著『耳のこり』（朝日文庫：朝日新聞社、2004年）に収録）。現在では松野は二児（共に男子）の母である。
次男が障害を抱えていることもあり、現在は遠地での活動を控え、地元熊本を中心に日帰りが可能な九州内での活動にとどめているため、九州以外で姿を見ることは少なくなっている。

## 政界入り

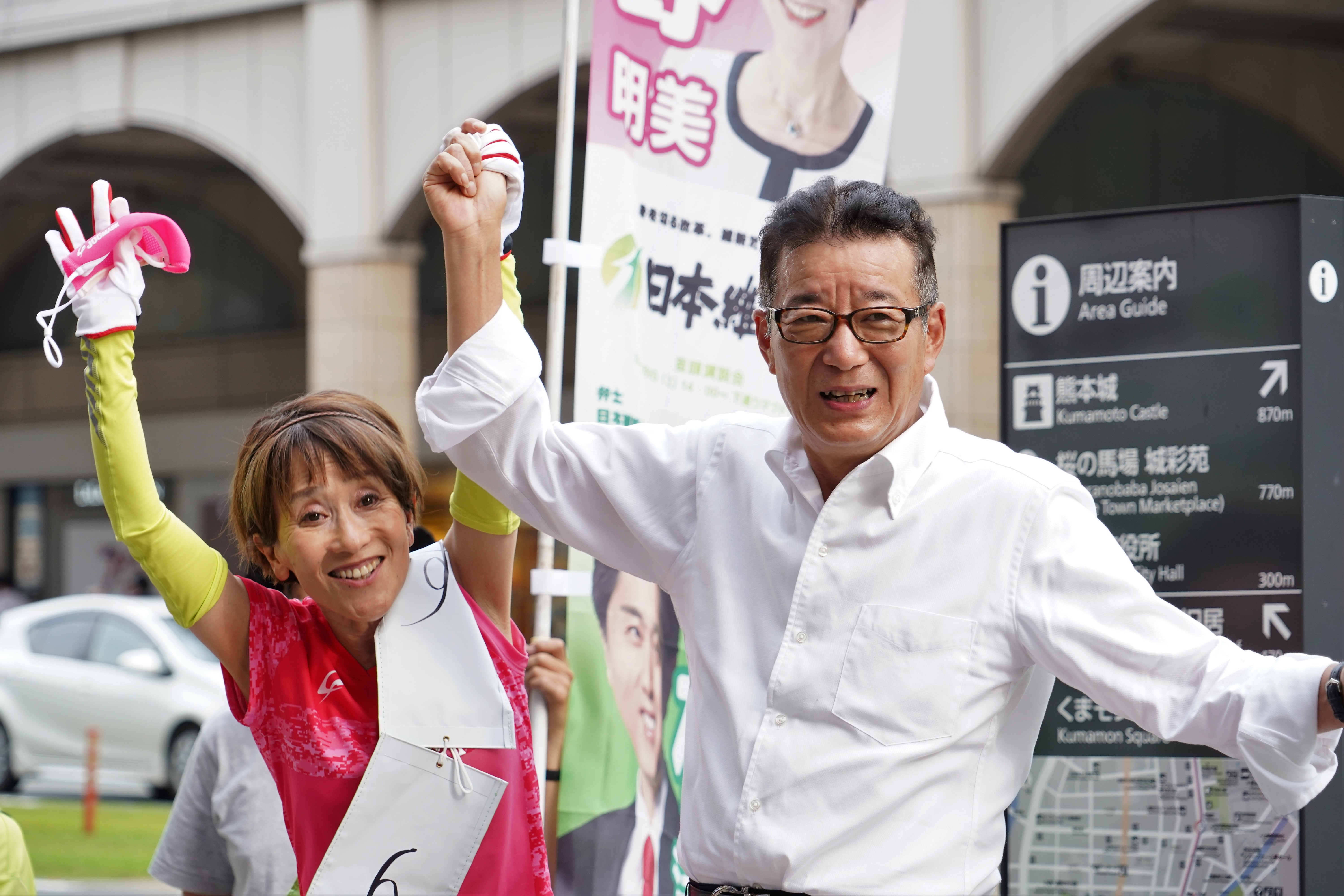
参院選への立候補表明後に熊本市内で行った街頭演説（2022年6月12日）

2010年3月23日、植木町が政令指定都市を目指す熊本市と合併。その際、植木町議を市議として受け入れることなく、またすぐに全市での選挙も行わず、熊本市議会議員の増員のみを図り（合併特例法の定数特例を適用した増員選挙）、植木合併特例区すなわち旧植木町のみを選挙区として市議会議員増員分選挙を4月に行った。肩書は熊本市議でも実質は植木の唯一の代表（定数2人）を決める選挙であった。
植木出身である松野は、合併直後の3月末に「ふるさと植木をよくしたい」「障碍者・児の住みやすい街にしたい」との公約を掲げ無所属で立候補した。選挙の僅か1ヶ月前の立候補であったが、知名度の高さを生かして定員2人に対して2番目で当選を果たした 。ただし、この選挙はあくまでも補充選挙であり、任期は2011年4月30日まで、2011年4月の第17回統一地方選挙で再び選挙戦を戦うこととなっていた。
その2011年4月の選挙は法令の規定により植木選挙区が熊本市に統合されたことから一気に多くの候補者と戦うことになった一方、全市の有権者にアピールするチャンスともなった。松野はマラソンで遊説を行い「人の痛みのわかる議員になりたい」と訴え、幅広く支持を集め11,196票を獲得。2位以下に4,000票以上差をつけてのトップ当選を果たし、2期目のスタートを切った。所属会派は自民党・保守系無所属の会派の1つ「くまもと未来」。
熊本市の政令指定都市移行は2011年10月に本決まりとなり、松野の地元旧植木町には旧役場に北区役所が新たに設けられることが決まった。これによって松野の選挙区は再び縮小され、次の選挙からは北区選挙区からの立候補となる。
2015年4月3日、熊本県議会議員選挙に熊本市第1選挙区から立候補し、同日付けで熊本市議会議員を失職。13日に行われた熊本県議会議員選挙で当選した。
2019年4月7日、投開票の熊本県議選では選挙区トップで再選を決めた 。
2021年11月には立憲民主党熊本県連から、翌年7月の第26回参議院議員通常選挙熊本県選挙区への立候補を打診されるも、「信念を曲げてまで立憲民主党さんと合わせることができるかどうか。不安もある」などと述べ、後に辞退した。
2022年3月26日、熊本市で記者会見を行い、同年の第26回参議院議員通常選挙に比例区から日本維新の会公認で立候補すると表明した。同年4月12日、県議会議長宛に同月22日付での議員辞職願を提出した。松野によれば立憲民主党が立候補を打診しているという趣旨の記事に対し、維新共同代表の馬場伸幸が「松野さーん、辞めといた方がエエですよ～皆んな後悔してますよ～」とtwitterに投稿しているのを見て維新からの立候補を決意したという。また、立憲民主党からの打診を断って維新から出馬したことについて「やっぱり勝たないと意味がないんですよ、選挙って。勝つためにどうしたらいいか」とも述べた。
同年7月10日投開票。日本維新の会は比例代表で8議席を獲得。松野は党比例候補者26人中3位の得票数により、初当選を果たした。

### 不祥事
- 2016年2月10日、県議会2月定例会を「体調不良のため」という虚偽の届けにより欠席し、大阪府堺市で講演をした[21]。同年5月13日にも、熊本地震に関する補正予算などを審議した県議会臨時会を欠席し、東京都府中市であった人権啓発のイベントで講演をした[21]。

## 政策・主張

### 憲法
- 憲法改正について、2022年のNHK、毎日新聞社のアンケートで「賛成」と回答[22][23]。
- 9条改憲について、2022年の毎日新聞社のアンケートで「改正して、自衛隊の存在を明記すべきだ」と回答[23]。9条への自衛隊の明記について、2022年のNHKのアンケートで「賛成」と回答[22]。
- 憲法を改正し緊急事態条項を設けることについて、2022年のNHKのアンケートで「賛成」と回答[22]。

### 外交・安全保障
- 敵基地攻撃能力を持つことについて、2022年のNHKのアンケートで「どちらかといえば賛成」と回答[22]。
- 普天間基地の辺野古移設について、2022年の毎日新聞社のアンケートで「どちらかといえば賛成」と回答[23]。
- ロシアは2022年2月24日、ウクライナへの全面的な軍事侵攻を開始した[24]。日本政府が行ったロシアに対する制裁措置についてどう考えるかとの問いに対し、2022年のNHKのアンケートで「適切だ」と回答[22]。同年の毎日新聞社のアンケートで「制裁をより強めるべきだ」と回答[23]。
- 2022年6月7日、政府は経済財政運営の指針「骨太方針」を閣議決定した。NATO加盟国が国防費の目標としている「GDP比2％以上」が例示され、防衛力を5年以内に抜本的に強化する方針が明記された[25]。「防衛費を今後どうしていくべきだと考えるか」との問いに対し、2022年のNHKのアンケートで「大幅に増やすべき」と回答[22]。
- 徴用工訴訟問題や慰安婦問題などをめぐり日韓の対立が続くなか、関係改善についてどう考えるかとの問いに対し、2022年の毎日新聞社のアンケートで「韓国政府がより譲歩すべきだ」と回答[23]。

### ジェンダー
- 選択的夫婦別姓制度の導入について、2022年のNHKのアンケートで「賛成」と回答[22]。
- 同性婚を可能とする法改正について、2022年のNHKアンケートで「賛成」と回答[22][23]。
- クオータ制の導入について、2022年のNHKのアンケートで「どちらかといえば反対」と回答[22]。

### その他
- アベノミクスについて、2022年の毎日新聞社のアンケートで「評価するが、修正すべきだ」と回答[23]。
- 「原子力発電への依存度を今後どうするべきか」との問題提起に対し、2022年のNHKのアンケートで「下げるべき」と回答[22]。
- 国会議員の被選挙権年齢の引き下げについて、2022年の毎日新聞社のアンケートで「賛成」と回答[23]。

## 著書
- 「いちばんじゃなくて、いいんだね。」（2010年2月12日、アスコム、ISBN 978-4-7762-0584-5）

## 主な出演番組

### ドラマ
- 「スローダンス」（フジテレビ）一坂花枝＝一坂進（温水洋一）の妻役
- 「電車男」（フジテレビ）同じく一坂花枝役で出演

### ドキュメンタリー
- 「報道発 ドキュメンタリ宣言 健ちゃん ヨーイドン!〜松野明美 ダウン症のわが子を抱いて〜」（テレビ朝日、2010年2月22日）

### バラエティー
- ゴッドタン 最初でたぶん最後のゴールデンスペシャル 私の落とし方ドラマSP（テレビ東京、2017年8月26日）
- まっちゃんねる（2020年10月24日、フジテレビ）- 女子メンタル出演

### インターネット配信
- ドキュメンタル番外編 女子メンタルfromまっちゃんねる（2021年、Amazonプライム・ビデオ）- シーズン1出演